# Oberursel (Taunus)
Oberursel (Taunus) – miasto w Niemczech, w kraju związkowym Hesja, w rejencji Darmstadt, w powiecie Hochtaunus.

## Współpraca
- Épinay-sur-Seine, Francja
- Ursem, Holandia
- Rushmoor, Wielka Brytania
- Łomonosow, Rosja